# William Kwong Yu Yeung
| 19848 Yeungchuchiu     | 2 ottobre 2000    |
| 20760 Chanmatchun      | 27 febbraio 2000  |
| 20887 Ngwaikin         | 18 novembre 2000  |
| 22183 Canonlau         | 23 dicembre 2000  |
| 23257 Denny            | 29 dicembre 2000  |
| 23258 Tsuihark         | 29 dicembre 2000  |
| 25893 Sugihara         | 19 novembre 2000  |
| 25930 Spielberg        | 21 febbraio 2001  |
| 26713 Iusukyin         | 13 aprile 2001    |
| 26733 Nanavisitor      | 22 aprile 2001    |
| 26734 Terryfarrell     | 23 aprile 2001    |
| 26738 Lishizhen        | 28 aprile 2001    |
| 27596 Maldives         | 16 febbraio 2001  |
| 28980 Chowyunfat       | 15 giugno 2001    |
| 32605 Lucy             | 23 agosto 2001    |
| 32613 Tseyuenman       | 27 agosto 2001    |
| 32622 Yuewaichun       | 11 settembre 2001 |
| 34420 Peterpau         | 23 settembre 2000 |
| 34760 Ciccone          | 26 agosto 2001    |
| 34778 Huhunglick       | 10 settembre 2001 |
| 34779 Chungchiyung     | 10 settembre 2001 |
| 34789 Brucemckean      | 17 settembre 2001 |
| 34792 Hsiehcheching    | 20 settembre 2001 |
| 37117 Narcissus        | 1º novembre 2000  |
| 34815 Wongfaye         | 20 settembre 2001 |
| 38821 Linchinghsia     | 9 settembre 2000  |
| 38960 Yeungchihung     | 2 ottobre 2000    |
| 38962 Chuwinghung      | 5 ottobre 2000    |
| 38980 Gaoyaojie        | 23 ottobre 2000   |
| 41740 Yuenkwokyung     | 1º novembre 2000  |
| 41742 Wongkakui        | 1º novembre 2000  |
| 41981 Yaobeina         | 28 dicembre 2000  |
| 42295 Teresateng       | 23 ottobre 2001   |
| 50412 Ewen             | 26 febbraio 2000  |
| 51529 Marksimpson      | 31 marzo 2001     |
| 55330 Shekwaihung      | 20 settembre 2001 |
| 64288 Lamchiuying      | 18 ottobre 2001   |
| 64289 Shihwingching    | 22 ottobre 2001   |
| 64290 Yaushingtung     | 22 ottobre 2001   |
| 64291 Anglee           | 23 ottobre 2001   |
| 64295 Tangtisheng      | 24 ottobre 2001   |
| 64296 Hokoon           | 24 ottobre 2001   |
| 71461 Chowmeeyee       | 28 gennaio 2000   |
| 72060 Hohhot           | 23 dicembre 2000  |
| 73199 Orlece           | 8 maggio 2002     |
| 77138 Puiching         | 2 marzo 2001      |
| 77318 Danieltsui       | 27 marzo 2001     |
| 83362 Sandukruit       | 17 settembre 2001 |
| 83363 Yamwingwah       | 17 settembre 2001 |
| 83598 Aiweiwei         | 25 settembre 2001 |
| 83600 Yuchunshun       | 25 settembre 2001 |
| 88705 Potato           | 17 settembre 2001 |
| 88874 Wongshingsheuk   | 25 settembre 2001 |
| 88875 Posky            | 25 settembre 2001 |
| 88878 Bowenyueli       | 25 settembre 2001 |
| 88879 Sungjaoyiu       | 25 settembre 2001 |
| 89131 Phildevries      | 23 ottobre 2001   |
| 94228 Leesuikwan       | 31 gennaio 2001   |
| 95247 Schalansky       | 12 febbraio 2002  |
| 103220 Kwongchuikuen   | 28 dicembre 1999  |
| 110073 Leeonki         | 20 settembre 2001 |
| 110074 Lamchunhei      | 20 settembre 2001 |
| 110077 Pujiquanshan    | 20 settembre 2001 |
| 110288 Libai           | 23 settembre 2001 |
| 110289 Dufu            | 23 settembre 2001 |
| 110293 Oia             | 25 settembre 2001 |
| 110294 Victoriaharbour | 25 settembre 2001 |
| 110296 Luxor           | 25 settembre 2001 |
| 110297 Yellowriver     | 25 settembre 2001 |
| 110298 Deceptionisland | 25 settembre 2001 |
| 110300 Abusimbel       | 25 settembre 2001 |
| 140620 Raoulwallenberg | 21 ottobre 2001   |
| 144296 Steviewonder    | 16 febbraio 2004  |
| 151997 Bauhinia        | 11 maggio 2004    |
| 200578 Yungchuen       | 23 agosto 2001    |
| 215592 Normarose       | 3 agosto 2003     |
| 312001 Siobhánhaughey  | 5 agosto 2007     |

William Kwong Yu Yeung, in cinese 楊光宇, e comunemente detto Billy, (Hong Kong, 1960), è un astronomo canadese di origine cinese.
Dopo aver inizialmente lavorato all'Osservatorio Rock Finder a Calgary nell'Alberta in Canada, si è trasferito negli Stati Uniti lavorando dapprima all'Osservatorio Desert Beaver e poi all'Osservatorio Desert Eagle, entrambi in Arizona.
È tra i più prolifici scopritori di asteroidi. Il Minor Planet Center gli accredita la scoperta di 2.000 asteroidi, di cui due in condivisione con Jim Riffle, nonché una cometa, 172P/Yeung.
È noto anche per aver scoperto l'oggetto J002E3, inizialmente ritenuto un asteroide in orbita attorno alla Terra ma poi identificato essere il terzo stadio del razzo Saturn V della missione Apollo 12.
Nel 2002 gli è stato assegnato il Edgar Wilson Award .